# Dahiri
Dahiri est une localité du sud de la Côte d'Ivoire, et appartenant au département de Fresco, district du Bas-Sassandra. La localité de Dahiri est un chef-lieu de commune.